# Liste der Monuments historiques in Neuvicq
Die Liste der Monuments historiques in Neuvicq führt die Monuments historiques in der französischen Gemeinde Neuvicq auf.

## Liste der Objekte

### Kirche St-Laurent
| Bezeichnung         | Beschreibung                                | Standort | Kennzeichnung | Schutzstatus | Datum | Bild |
| ------------------- | ------------------------------------------- | -------- | ------------- | ------------ | ----- | ---- |
| Sarkophag           | Fragmente und Deckel; Stein, Merowingerzeit | (Lage)   | PM17000896    | Inscrit      | 1976  |      |
| Weihrauchfass       | Bronze, 17. Jahrhundert                     | (Lage)   | PM17000687    | Classé       | 1991  |      |
| Pluviale            | Seide, 17. und 18. Jahrhundert              | (Lage)   | PM17000688    | Classé       | 1991  |      |
| Weihrauchschiffchen | Bronze, 17. Jahrhundert                     | (Lage)   | PM17001590    | Inscrit      | 1981  |      |